# A형 주계열성

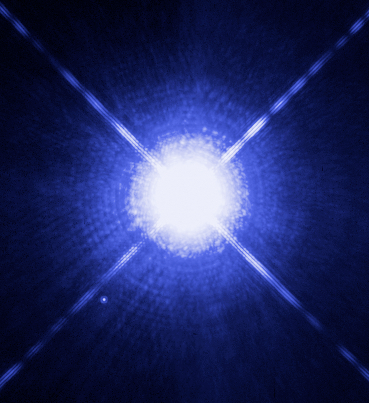
시리우스A는 전형적인 A형 주계열성이다.

A형 주계열성(A V)은 분광형 A에 광도분류 V에 속하는 주계열성이다. A형 주계열성은 수소 발머 흡수선이 뚜렷하게 나타나는 전자기 스펙트럼을 보인다. 질량은 태양의 1.4 ~ 2.1배에 표면온도는 7600 ~ 11500 켈빈에 이른다. 지구로부터 가깝고 밝은 A형 주계열성으로는 알타이르(A7 V), 시리우스 A(A1 V), 베가(A0 V) 등을 들 수 있다. A형 항성에는 대류층이 없어서 자기 다이너모 현상이 일어나지 않는다. 그 결과 A형 항성에서는 강력한 항성풍이 발생하지 않아 엑스선 방출이 생겨나지 않는다.

## 표준성
| 분광형 | 질량 (M☉) | 반지름 (R☉) | Mv  | Teff(K) |
| ------ | --------- | ----------- | --- | ------- |
| A0V    | 2.40      | 1.87        | 0.7 | 9727    |
| A2V    | 2.19      | 1.78        | 1.3 | 8820    |
| A5V    | 1.86      | 1.69        | 2.  | 7880    |
| A6V    | 1.8       | 1.66        | 2.1 | 7672    |
| A7V    | 1.74      | 1.63        | 2.3 | 7483    |
| A8V    | 1.66      | 1.6         | 2.4 | 7305    |
| A9V    | 1.62      | 1.55        | 2.5 | 7112    |

여키스 도감 체계 개정판은 A형 주계열성의 표준성을 다수 나열했으나 이들 전부가 지금까지 표준성으로 쓰이고 있는 것은 아니다. MK 분광형 분류 체계에서 현재 사용되는 표준성은 다음과 같다.
- A0 V: 베가, 큰곰자리 감마
- A3 V: 포말하우트[8][9]

1973년 모건·키넌의 논문에는 A3 V부터 F2 V 사이에 어떤 표준성도 제시되어 있지 않다.
1978년 모건·앱트·탭스코트는 A5 V 표준성으로 HD 23886을 선정했다.
리처드 그레이·로버트 개리슨은 1987년, 1989년 두 논문에 A형 주계열성의 분광 계열에 관한 연구를 실었다. 이들은 A형 주계열성의 분광 표준성을 자전속도가 빠른 별과 느린 별로 나눠 수록했다. 표준성들은 다음과 같다.
- A1 V: HD 45320
- A2 V: HD 88955
- A7 V: 물뱀자리 2, 작은사자자리 21
- A9 V: 고래자리 44

모건, 그레이·개리슨의 논문에 나온 MK 기준 외에 A4 V 표준성으로 종종 언급되는 별로 사자자리 델타가 있다. A6 V, A8 V 분광형에 해당되는 표준성으로 지정된 항성은 아직 없다.

모건-키넌 분광형 분류

## 행성
A형 항성은 젊고(일반적으로 수 억 년) 다수는 항성 자체가 방출하는 것보다 더 많은 적외선을 뿜는다. 이 예측치를 넘는 부분을 '적외선 초과'로 부르는데, 항성 주위 원반을 이루는 먼지에서 나오는 적외선이 이 현상의 원인이다. 연구 결과에 따르면 A형 항성 주변에서는 무거운 행성들이 흔하게 생겨나지만 이런 행성들을 도플러 분광법으로 발견하기는 쉽지 않다. 왜냐하면 보통 A형 항성은 매우 빠르게 회전하여 분광선들이 매우 넓게 나타나기에 행성이 만드는 미세한 도플러 변이를 측정하기가 어렵기 때문이다. 다만 A형 항성은 주계열을 벗어나 적색 거성으로 진화하면서 자전 속도가 느려지는데 이 단계가 되면 시선속도법을 이용하여 행성의 존재를 잡아낼 수 있게 된다. 2011년 초 기준으로 A형 항성의 진화형인 K형 거성들(폴룩스, 세페우스자리 감마, 용자리 이오타 등) 주변에서 목성급 가스행성 30개 정도가 발견되었다. A형 항성을 다수 관측한 결과 6개 중 하나 꼴로 목성급 행성을 하나 이상 거느리고 있었다.(참고로 태양급 항성의 경우 16개 중 하나 꼴로 목성급 행성을 거느리고 있다.)
행성을 거느리는 A형 주계열성 중 대표적인 것으로 포말하우트, HD 15082, 화가자리 베타, HD 95086 b 등을 들 수 있다.

## 예
다음 목록은 지구에서 75광년 이내에 있는 A형 주계열성들이다.
| 이름        | 바이어 기호         | 분광형      | 질량(태양=1) | 거리(광년) | 비고    |
| ----------- | ------------------- | ----------- | ------------ | ---------- | ------- |
| 시리우스 A  | 큰개자리 알파       | A0-1 Vm     | 2.02-2.24    | 8.6        |         |
| 알타이르    | 독수리자리 알파     | A7 IV-V     | 1.7          | 16.7       | 준거성? |
| 포말하우트  | 남쪽물고기자리 알파 | A3 V        | 2.3          | 25.1       |         |
| 베가        | 거문고자리 알파     | A0 V        | 2.6-3.1      | 25.3       |         |
| 데네볼라    | 사자자리 베타       | A3 V        | 2.3          | 36.2       |         |
| 카스토르 Aa | 쌍둥이자리 알파 Aa  | A1 V        | 2.15         | 51.6       |         |
| 카스토르 Ba | 쌍둥이자리 알파 Ba  | A2-5 V      | 1.7          | 51.6       |         |
|             | 컴퍼스자리 알파     | A7 ApSrEuCr | 1.?          | 53.5       |         |
| 조스마      | 사자자리 델타       | A4 V        | 2.2          | 57.7       |         |
|             | 센타우루스자리 요타 | A2 V        | 2?           | 58.6       |         |
| 셰라탄 A    | 양자리 베타         | A5 V        | ~ 2          | 59.6       |         |
|             | 화가자리 베타       | A5 V        | 1.75         | 62.9       |         |
|             | 토끼자리 제타       | A2-3 V      | 2?           | 70.2       |         |
|             | 뱀자리 엡실론       | A2 Vm       | 2?           | 70.3       |         |
| 헤제        | 처녀자리 제타       | A3 V        | 1.9          | 73.2       |         |
| 알페카      | 북쪽왕관자리 알파   | A0 V        | 2.7          | 74.7       |         |

출처: (영어) 100광년 이내에 있는 A형 항성들 (Solstation)

## 같이 보기
- B형 주계열성